# Manuel Rodríguez (sacerdote)
Manuel Rodríguez Rodríguez (Santalla del Bierzo, España, 24 de diciembre de 1944) es un sacerdote misionero español radicado en Perú, conocido por su canal de televisión JN19. Fue integrante de la congregación católica de los Claretianos y llegó al país para formar parte de la Diócesis de Lima. Fue ordenado sacerdote el 19 de marzo de 1972.

## Trayectoria.
Nacido en la Provincia de León el padre Manuel Rodríguez es reconocido por su labor de evangelización en el canal católico JN19 de Perú y, desde finales de 1990, sus visitas diarias a las viviendas de muchas personas necesitadas en Perú y el extranjero, donde realiza oraciones e impone las manos en nombre de Jesucristo.

## Canal de televisión
Manuel Rodríguez Rodríguez es el fundador e imagen principal del canal de televisión católico llamado JN19. Formado el 16 de octubre de 1996, este se emite desde el distrito de San Miguel. Su programación consta de programas educativos, un informativo, programas religiosos y espacios miscelánea. Su lema es:

«Vayan por todo el mundo y anuncien la Buena Nueva a toda la creación.»
Evangelio de San Marcos 16,15.

Basado en el registro Ministerio de Transportes y Comunicaciones del Perú, se emite en la frecuencia 19 UHF de Lima. Sin embargo, por situación económica, en febrero de 2017, varias de estas filiales fueron vendidas al Grupo RPP.
Actualmente JN19 se emite en Lima, provincias y en televisión por cable en las siguientes frecuencias:
- Lima señal abierta digital 19.1 HD / 19.2 SD
- Televisión en vivo las 24 horas: www.jn19television.com
- Movistar TV (canal 56) (canal de cable a nivel nacional)
- Cable BESTPERÚ (canal 77) (San Juan de Lurigancho)
- Cable Más (canal 109) (San Martín de Porres, Los Olivos, Independencia).
- Juanjuí (canal 19)
- Chiclayo (canal 39)
- Piura (canal 33)
- Puno (canal 35)
- Arequipa (canal 55).
- Huancayo (canal 51)
- Cable Metrópolis (canal 69)
- Cable Perú (canal 19)